# Список прапорів країв Словаччини
Ця стаття містить список прапорів країв Словаччини. Країна складається з восьми країв, кожна з яких має свій прапор.

## Список
| Мапа | Край                    | Прапор | Опис                            | Затверджений   |
| ---- | ----------------------- | ------ | ------------------------------- | -------------- |
|      | Банськобистрицький край |        | Прапор Банськобистрицького краю | 29 квітня 2002 |
|      | Братиславський край     |        | Прапор Братиславського краю     | 12 грудня 2001 |
|      | Жилінський край         |        | Прапор Жилінського краю         | 20 травня 2002 |
|      | Кошицький край          |        | Прапор Кошицького краю          | 15 квітня 2002 |
|      | Нітранський край        |        | Прапор Нітранського краю        | 28 травня 2002 |
|      | Пряшівський край        |        | Прапор Пряшівського краю        | 23 жовтня 2002 |
|      | Тренчинський край       |        | Прапор Тренчинського краю       | 23 жовтня 2002 |
|      | Трнавський край         |        | Прапор Трнавського краю         | 23 жовтня 2002 |